# Fernmeldeturm Willich-Schiefbahn

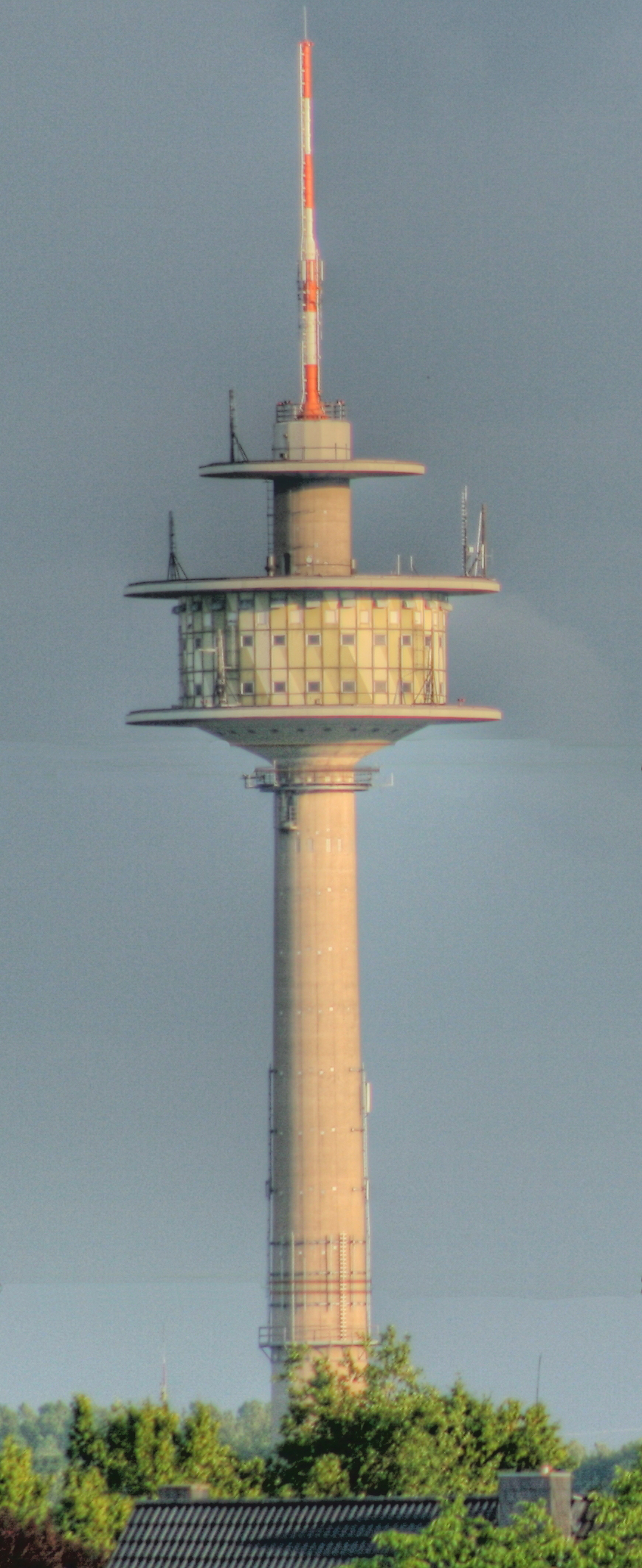
Fernmeldeturm Willich-Schiefbahn

Der Fernmeldeturm Willich-Schiefbahn (auch Römerturm genannt) steht im Osten des Willicher Ortsteils Schiefbahn nahe der A52. Er ist 123 Meter hoch und wurde 1970 von der Deutschen Bundespost gebaut und im selben Jahr in Betrieb genommen. Der Turm und die Plattform sind in massiver Bauweise aus Stahlbeton gebaut. Bei der Bauform handelt sich um einen standardisierten Typenturm mit der Typbezeichnung FMT 2. Er wird von der Deutschen Funkturm GmbH verwaltet, die der Deutschen Telekom AG unterliegt. Der Turm ist nicht für die Öffentlichkeit zugänglich und ist ausschließlich zur Nutzung als Funkturm gebaut. Der Funkturm wird aktuell (2023) für Mobilfunk- und Richtfunkantennen genutzt. Früher wurde der Turm auch für terrestrisches Fernsehen und Radio genutzt. Der regionale Rundfunksender NE-WS 89.4 wurde bis 1996 von dort aus gesendet.